# Elizabeth Gomes
Elizabeth Rodrigues Gomes (Santos, 15 de fevereiro de 1965), mais conhecida como Beth  Gomes, é uma atleta paralímpica brasileira. Participou dos Jogos Paralímpicos de Verão de 2008, integrando a seleção brasileira de Basquetebol em cadeira de rodas. Em dezembro de 2023 a atleta já havia batido 35 recordes mundiais em cinco diferentes modalidades: disco e arremesso de peso F52, disco, arremesso de peso e dardo F53.  Em 2019 quebrou o recorde mundial do lançamento de peso e do lançamento do disco na classe F52, para atletas que competem em cadeira de rodas. Também conquistou uma medalha de ouro nos Jogos Parapan-Americanos de 2019 em Lima. Em 2021, conquistou a segunda medalha de ouro para o Brasil nas Paralimpíadas de Tóquio 2020, ao quebrar duas vezes seu próprio recorde mundial no lançamento de disco na classe F52, consolidado no último lançamento de 17,62 metros.  Nas Paralimpíadas de Paris 2024, conquistou a medalha de prata no arremesso de peso - F54 e se consagrou bicampeã Paralímpica do lançamento do disco - F53.

## Vida Pessoal
Natural de Santos, Elizabeth trabalhava como guarda civil e jogadora de vôlei quando em 1993, aos 27 anos, foi diagnosticada com esclerose múltipla. Os primeiros sintomas surgiram durante o trabalho, onde sofreu uma queda inesperada, fraturando a tíbia e precisando de cirurgia. Durante a recuperação da cirurgia recebeu o diagnóstico da esclerose múltipla. Mesmo com tratamento, um ano após o diagnóstico soube que não poderia voltar a jogar vôlei.
Desenvolveu então um quadro depressivo que se intensificou por cerca de dois anos, chegando a tentar o suicídio. Inicialmente, por conta da esclerose, Elizabeth andava com o auxílio de muletas. Com a evolução da doença, e um segundo surto, ela perdeu o movimento das pernas.
Não tendo nesse ponto nenhum dos pais vivos, encontrou em sua tia apoio para buscar o tratamento para a depressão. Com sua ajuda procurou o Conselho Municipal do Deficiente da cidade de Santos, onde foi apresentada ao basquete de cadeira de rodas, que começou quase imediatamente a praticar.
Em 2006 teve um novo surto da esclerose múltipla, que atingiu o lado direto de seu corpo e, em especial, seus dedos, que ficaram num formato fechado, dificultando a prática do basquete. Mesmo assim seguiu por um tempo no esporte e descobriu então que poderia competir no atletismo, dividindo-se por quatro anos entre as duas modalidades até finalmente optar apenas pelo lançamento de disco e arremesso de peso. 
Em 2017 teve um novo surto que paralisou todo o lado esquerdo de seu corpo, e precisou ter sua classificação como competidora alterada, passando de F54 para F52. No Parapan de Lima, em 2019 bateu pela primeira vez o recorde mundial.
Em 2021 foi a atleta mais velha da delegação brasileira nas Paralimpíadas de Tóquio 2020, competindo aos 56 anos e conquistando a medalha de ouro ao bater novamente o recorde mundial de sua modalidade. Por sua tenacidade ao superar adversidades e força para se reerguer após repetidas provações é conhecida pelo apelido Fênix. 

## Jogos Paralímpicos de Tóquio
Elizabeth foi uma das responsáveis pela conquista da marca de 100 medalhas de ouro do Brasil em Paralimpíadas, atingida nos jogos em 2021. Em entrevista à CNN no dia 31 de agosto de 2021, no dia seguinte à medalha de ouro e record mundial, também o dia nacional de conscientização sobre a esclerosa múltipla. Elizabeth contou sobre a trajetória que a levou até a conquista e disse que o esporte paralímpico a ajudou a “reviver”. Comentou também sobre seu apelido:
"Meu clube em Santos me deu o nome de Fênix porque a cada dia eu me reinvento. Por ter uma patologia da esclerose múltipla, eu sempre estou vencendo. Por mais que ela queira me derrubar, ela nunca vai conseguir. Eu sempre vou estar me reconstruindo", disse Elizabeth.

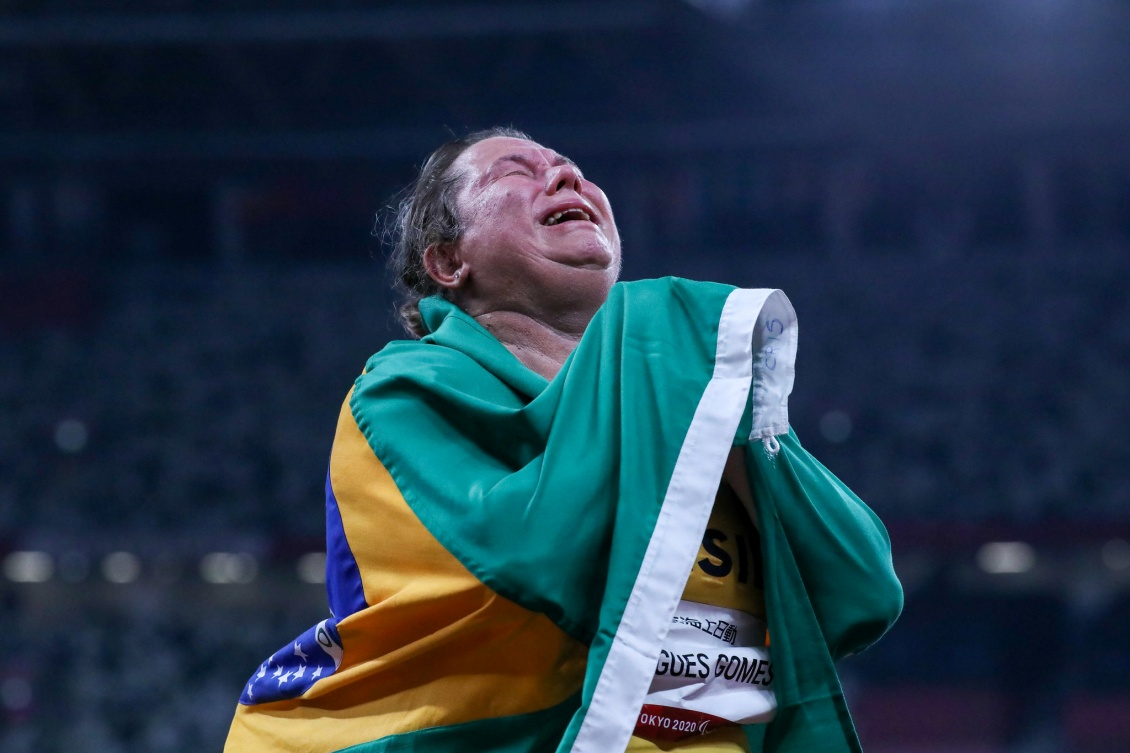
Elizabeth comemorando a quebra do recorde mundial no Lançamento de disco F53 dos Jogos Paralímpicos de Verão de 2020

## Jogos Parapan-Americanos de Santiago
Em novembro de 2023, Beth Gomes quebrou o recorde mundial no lançamento de disco na classe F52, durante os Jogos Parapan-Americanos de Santiago. Ela alcançou a marca de 17,92 metros, superando o recorde anterior que também era dela, consolidando-se como uma das principais atletas da modalidade.
No mesmo evento, Beth garantiu sua vaga para os Jogos Paralímpicos de Paris 2024. Com sua performance, ela ajudou o Brasil a liderar o quadro de medalhas na competição, somando mais um feito importante para sua carreira.
Ainda em Santiago 2023, Beth Gomes conquistou a medalha de ouro no arremesso de peso na classe F52, com uma marca expressiva de 6,58 metros. Essa foi mais uma conquista significativa nos Jogos Parapan-Americanos, onde ela se destacou em diversas provas.
Na prova do lançamento de dardo, Beth Gomes conquistou a medalha de bronze durante os Jogos Parapan-Americanos de 2023. Mesmo não sendo sua especialidade principal, ela subiu ao pódio mais uma vez, confirmando sua versatilidade no atletismo paralímpico.
No fechamento dos Jogos Parapan-Americanos de Santiago 2023, Beth Gomes encerrou sua campanha com três medalhas, sendo duas de ouro e uma de bronze, confirmando seu tricampeonato no arremesso de peso e sua posição de destaque no cenário esportivo paralímpico internacional. 

## Mundial de Atletismo Paralímpico de Kobe
Durante o Mundial de Atletismo Paralímpico de Kobe em maio de 2024, Beth conquistou a medalha de prata no arremesso de peso, competindo na classe F53 e fazendo a marca de 7,53m.
Beth também competiu no lançamento de disco F53, conquistando o tricampeonato mundial com a marca de 17,22m e confirmando o favoritismo na prova.

## Troféu Brasil de Atletismo (2024)
Em junho de 2024, Beth disputou o Troféu Brasil de Atletismo no Centro de Treinamento Paralímpico, em São Paulo. Competindo no lançamento de disco da classe F53, ela superou sua própria marca de 17,80m atingindo 18,45m na competição, que foi última antes dos Jogos Paralímpicos de Paris.

## Jogos Paralímpicos de Paris
Em agosto de 2024, Beth Gomes foi anunciada como uma das porta-bandeiras da delegação brasileira para a abertura dos Jogos Paralímpicos de Paris, junto com o nadador Gabrielzinho. A escolha foi feita pela sua importância para o esporte paralímpico e por sua trajetória vitoriosa.
Na cerimônia de abertura dos Jogos, realizada no dia 28 de agosto de 2024, Beth Gomes se emocionou ao entrar carregando a bandeira brasileira. Ela descreveu o momento como uma experiência única e de grande orgulho.
Durante as competições em Paris 2024, Beth Gomes brilhou mais uma vez no lançamento de disco, conquistando a medalha de ouro e se tornando bicampeã paralímpica na modalidade. Além da vitória, ela quebrou o recorde paralímpico dessa prova.
A atleta também competiu no arremesso de peso, onde conquistou a medalha de prata, com um arremesso que estabeleceu um novo recorde mundial. Beth mostrou seu talento em mais de uma modalidade, consolidando sua posição entre as principais atletas paralímpicas.
Aos 59 anos, Beth Gomes continua sendo um exemplo de superação e inspiração no esporte paralímpico. Ela já manifestou seu desejo de competir nos Jogos Paralímpicos de 2028, em busca do tricampeonato no lançamento de disco.
Logo após o encerramento dos Jogos Paralímpicos de Paris, Beth Gomes foi homenageada em Santos, sua cidade natal, durante o desfile de 7 de setembro de 2024. A campeã paralímpica foi recebida com aplausos e carinho pela população local.